# Avenue de Marigny
A Avenue de Marigny é uma via do 8.º arrondissement de Paris.

## Localização e acesso
No lado leste (lado ímpar), a Avenue de Marigny corre ao longo do parque e do Palácio do Eliseu. O muro de contenção encimado por uma grade foi construído durante o Segundo Império como parte da campanha de obras liderada pelo arquiteto Lacroix entre 1857 e 1861. Na Avenue de Marigny, o palácio compreende sucessivamente a Sala de Festas construída na Terceira República, o Jardim de Inverno, o Grande salão conhecido como Napoleão III e uma ala lateral de áreas comuns que inclui escritórios e várias instalações administrativas.
O bairro é atendido principalmente pelas linhas 1 e 13 na estação Champs-Élysées - Clemenceau.

## Origem do nome

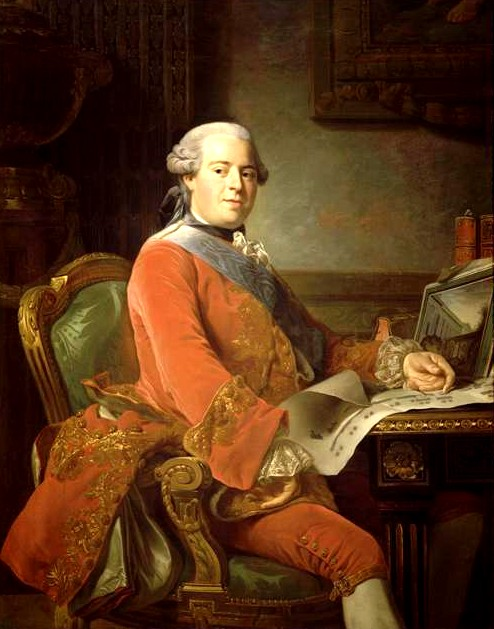
Abel-François Poisson, Marquês de Marigny.

Ela recebeu o nome em homenagem a Abel François Poisson, Marquês de Marigny (1727-1781), que era diretor geral dos Bâtiments du Roi quando ele mandou redesenhar os Champs-Élysées e abrir esta avenida.

## História
Esta via foi criada pelo Marquês de Marigny, irmão da Marquesa de Pompadour, em 1765, nas dependências do Hôtel des Ambassadeurs étrangers, sob o nome de "Rua Marigny".
Durante a Revolução de Julho, a estrada foi palco de confrontos entre os insurgentes e a tropa.

## Galeria

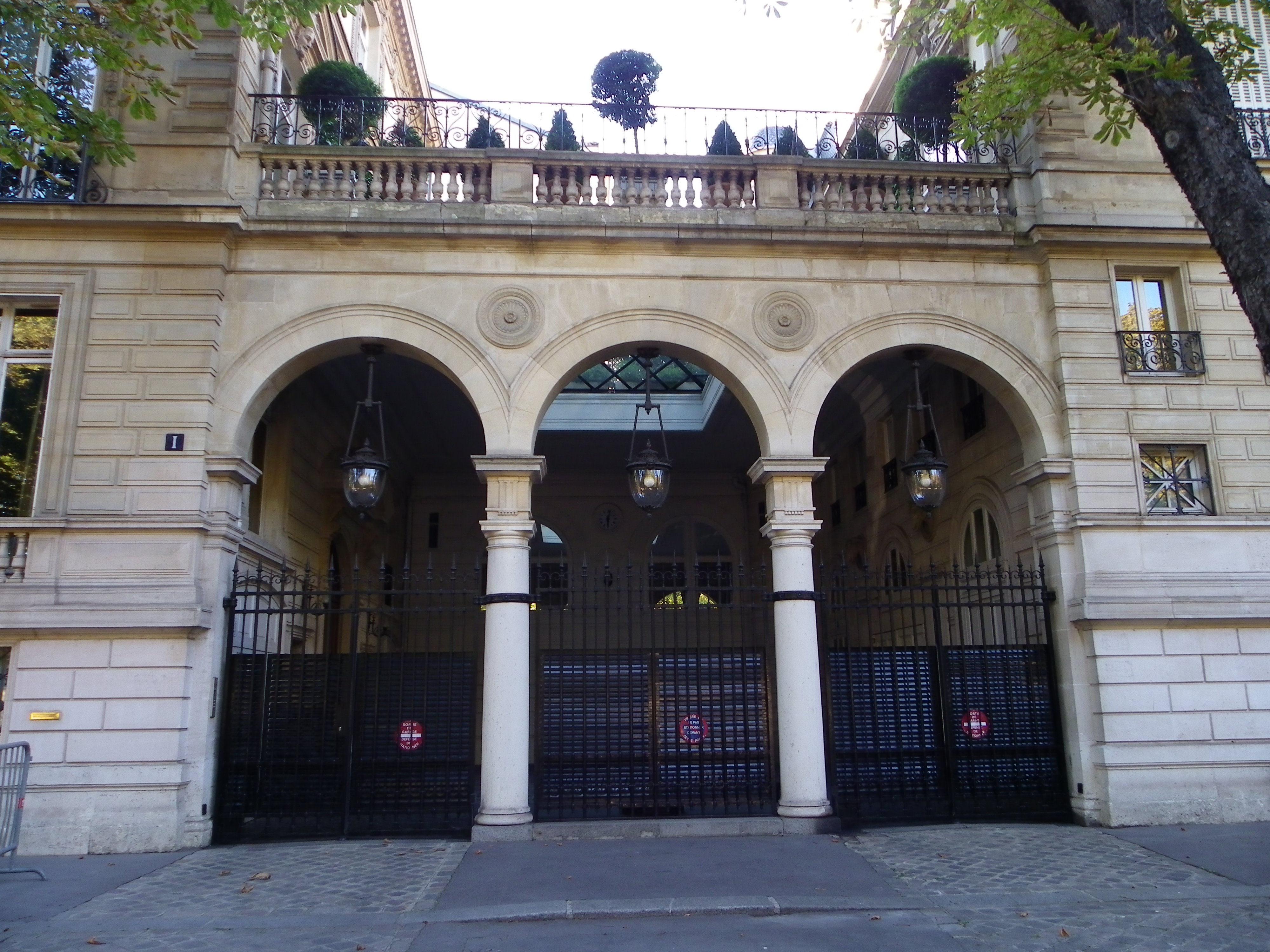
N° 1 : hôtel Talhouët.
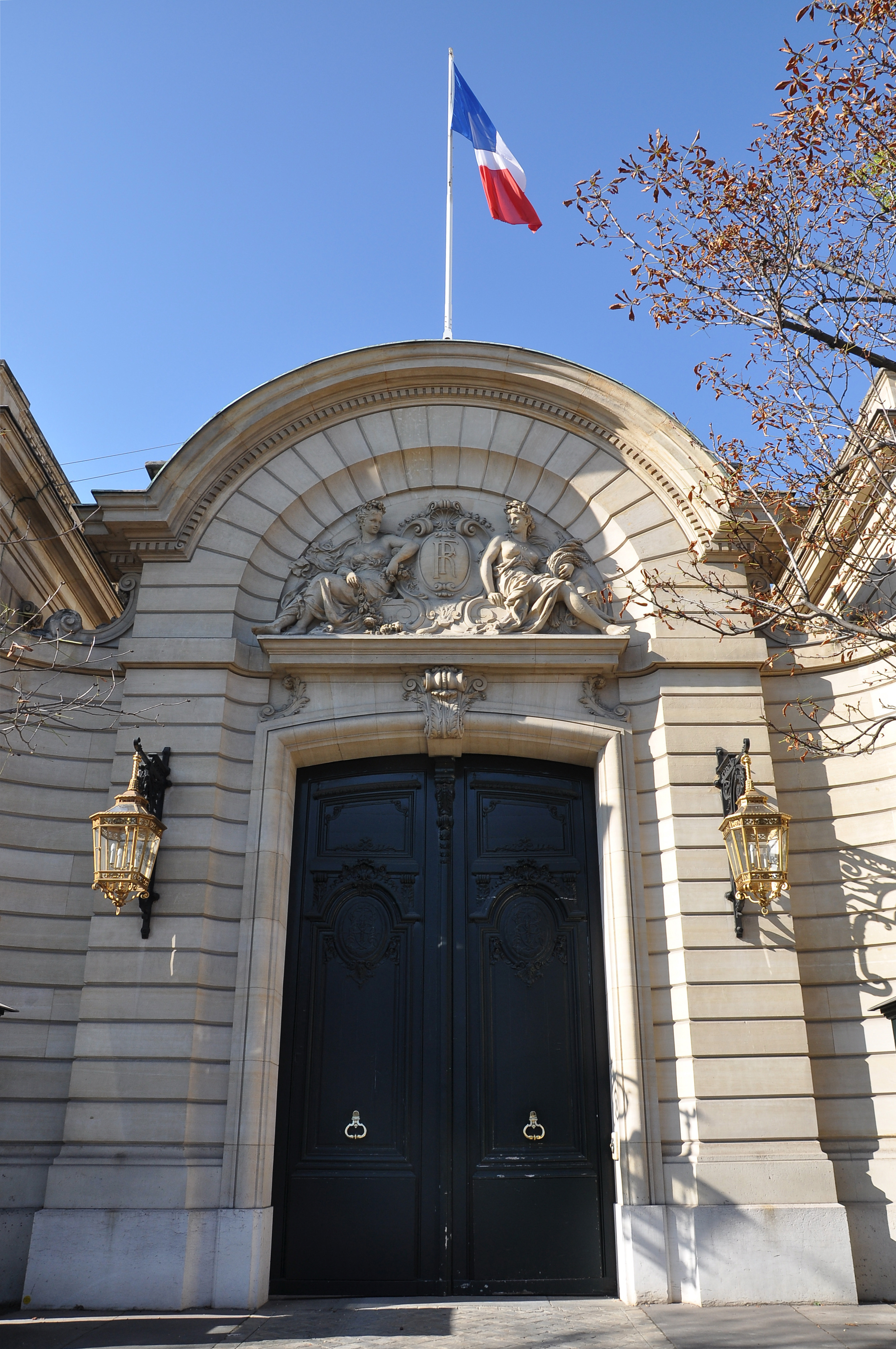
Números 7-23 : hôtel de Marigny.
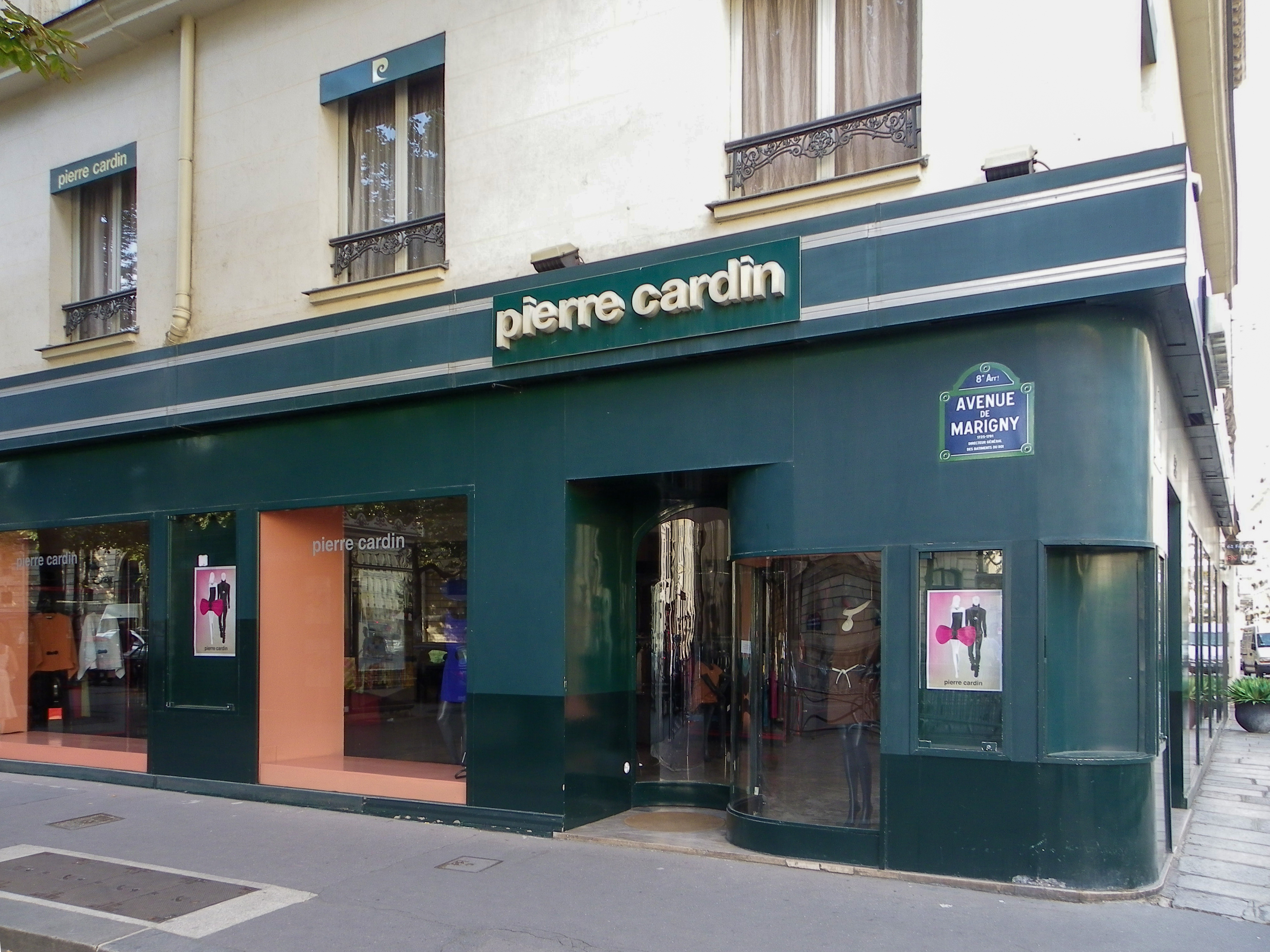
N° 27 : boutique Pierre Cardin, localizada no ângulo da rue du Faubourg-Saint-Honoré.